# Perrine Laffont
Perrine Laffont (* 28. Oktober 1998 in Lavelanet) ist eine französische Freestyle-Skierin. Sie startet in den Buckelpisten-Disziplinen Moguls und Dual Moguls. Ihre bisher größten Erfolg sind fünf Weltmeistertitel, der Moguls-Olympiasieg 2018 sowie der Weltcup-Gesamtsieg in den Saisons 2018/19 und 2019/20.

## Werdegang
Laffont erlernte das Skifahren im Alter von zwei Jahren. Als Fünfjährige begann sie auf Buckelpisten zu fahren. Ein Jahr später folgten in den Pyrenäen die ersten Teilnahmen an Freestyle-Wettbewerben. Sie bestritt auch zahlreiche alpine Rennen, entschied aber 2012, sich auf die Buckelpisten-Disziplinen zu konzentrieren, da diese ihr besser gefielen. In der Saison 2012/13 startete sie erstmals im Europacup. Dabei erreichte sie fünf Podestplatzierungen, darunter zwei Siege, und belegte damit den siebten Platz in der Moguls-Wertung. Bei den Juniorenweltmeisterschaften 2013 in Chiesa in Valmalenco kam sie im Moguls auf den fünften Platz und gewann die Bronzemedaille im Dual Moguls.
Im Weltcup debütierte Laffont am 4. Januar 2014 in Calgary und errang dabei den 20. Platz im Moguls. Einen Monat später belegte sie bei den Olympischen Winterspielen 2014 in Sotschi den 14. Rang im Moguls-Wettbewerb. Zum Saisonende kam sie mit dem Platz 9 in Voss und Platz 8 in La Plagne erstmals unter die ersten Zehn im Weltcup. Bei den Juniorenweltmeisterschaften 2014 in Chiesa in Valmalenco holte sie die Moguls-Bronzemedaille, zudem wurde sie Vierte im Dual Moguls. In der Weltcupsaison 2014/15 kam sie zweimal unter die ersten Zehn. Beim Saisonhöhepunkt, den Weltmeisterschaften 2015 am Kreischberg, errang sie den 13. Platz im Moguls und den 6. Platz im Dual Moguls-Wettbewerb. Im März 2015 gewann sie bei den Juniorenweltmeisterschaften in Chiesa in Valmalenco im Moguls und im Dual Moguls jeweils die Goldmedaille.
In der Saison 2015/16 kam Laffont bei acht Weltcupteilnahmen siebenmal unter die ersten Zehn. Dabei holte sie im Moguls in Tazawako sowie im Dual-Moguls in Moskau ihre ersten Weltcupsiege und erreichte den dritten Platz der Moguls-Disziplinenwertung. Bei den Juniorenweltmeisterschaften 2016 in Åre gewann sie die Goldmedaille im Moguls. In der Saison 2016/17 errang sie vier zweite Plätze und holte im Moguls-Wettbewerb in Thaiwoo ihren dritten Weltcupsieg. Bei den Weltmeisterschaften 2017 in der Sierra Nevada gewann sie die Silbermedaille im Moguls und die Goldmedaille im Dual Moguls. Die Saison beendete sie auf dem zweiten Platz im Moguls-Weltcup.
Mit zwei Siegen und drei zweiten Plätzen entschied Laffont in der Saison 2017/18 die Moguls-Disziplinenwertung für sich. Bei den Olympischen Winterspielen 2018 in Pyeongchang gewann sie die Goldmedaille. Eine weitere Goldmedaille im Dual Moguls kam bei den Weltmeisterschaften 2019 hinzu, ebenso die Moguls-Bronzemedaille. Während der Weltcupsaison 2018/19 gewann sie vier Wettbewerbe, hinzu kamen fünf weitere Podestplätze. Damit entschied sie zum zweiten Mal die Disziplinenwertung für sich, ebenso wurde sie Weltcup-Gesamtsiegerin. Noch erfolgreicher war sie in der Saison 2019/20: Mit acht Siegen (davon sechs in Serie) und einem dritten Platz sicherte sie sich überlegen die Gesamt- und Disziplinenwertung.

## Erfolge

### Olympische Spiele
- Sotschi 2014: 14. Moguls
- Pyeongchang 2018: 1. Moguls
- Peking 2022: 4. Moguls

### Weltmeisterschaften
- Kreischberg 2015: 6. Dual Moguls, 13. Moguls
- Sierra Nevada 2017: 1. Dual Moguls, 2. Moguls
- Park City 2019: 1. Dual Moguls, 3. Moguls
- Almaty 2021: 1. Moguls, 7. Dual Moguls
- Bakuriani 2023: 1. Moguls, 1. Dual Moguls

### Weltcupwertungen
| Saison  | Gesamt | Gesamt | Moguls | Moguls |
| Saison  | Platz  | Punkte | Platz  | Punkte |
| ------- | ------ | ------ | ------ | ------ |
| 2013/14 | 88.    | 14     | 19.    | 154    |
| 2014/15 | 61.    | 17     | 16.    | 152    |
| 2015/16 | 11.    | 51,75  | 3.     | 414    |
| 2016/17 | 8.     | 59,55  | 2.     | 655    |
| 2017/18 | 4.     | 60,70  | 1.     | 607    |
| 2018/19 | 1.     | 86,67  | 1.     | 780    |
| 2019/20 | 1.     | 89,60  | 1.     | 896    |
| 2020/21 | -      | -      | 1.     | 445    |
| 2021/22 | -      | -      | 2.     | 906    |

### Weltcupsiege
Laffont erzielte im Weltcup bisher 52 Podestplätze, davon 28 Siege:
| Nr. | Datum             | Ort                  | Land       | Disziplin   |
| --- | ----------------- | -------------------- | ---------- | ----------- |
| 1   | 27. Februar 2016  | Tazawako             | Japan      | Moguls      |
| 2   | 5. März 2016      | Moskau               | Russland   | Dual Moguls |
| 3   | 25. Februar 2017  | Thaiwoo              | China      | Moguls      |
| 4   | 10. Januar 2018   | Deer Valley          | USA        | Moguls      |
| 5   | 3. März 2018      | Tazawako             | Japan      | Moguls      |
| 6   | 7. Dezember 2018  | Ruka                 | Finnland   | Moguls      |
| 7   | 26. Januar 2019   | Mont-Tremblant       | Kanada     | Moguls      |
| 8   | 23. Februar 2019  | Tazawako             | Japan      | Moguls      |
| 9   | 24. Februar 2019  | Tazawako             | Japan      | Dual Moguls |
| 10  | 7. Dezember 2019  | Ruka                 | Finnland   | Moguls      |
| 11  | 14. Dezember 2019 | Thaiwoo              | China      | Moguls      |
| 12  | 15. Dezember 2019 | Thaiwoo              | China      | Dual Moguls |
| 13  | 26. Januar 2020   | Mont-Tremblant       | Kanada     | Moguls      |
| 14  | 1. Februar 2020   | Calgary              | Kanada     | Moguls      |
| 15  | 6. Februar 2020   | Deer Valley          | USA        | Moguls      |
| 16  | 22. Februar 2020  | Tazawako             | Japan      | Moguls      |
| 17  | 7. März 2020      | Krasnojarsk          | Russland   | Moguls      |
| 18  | 5. Dezember 2020  | Ruka                 | Finnland   | Moguls      |
| 19  | 12. Dezember 2020 | Idre                 | Schweden   | Moguls      |
| 20  | 13. Dezember 2020 | Idre                 | Schweden   | Dual Moguls |
| 21  | 4. Februar 2021   | Deer Valley          | USA        | Moguls      |
| 22  | 12. Dezember 2021 | Idre                 | Schweden   | Dual Moguls |
| 23  | 8. Januar 2022    | Mont-Tremblant       | Kanada     | Moguls      |
| 24  | 13. Januar 2022   | Deer Valley          | USA        | Moguls      |
| 25  | 18. März 2022     | Megève               | Frankreich | Moguls      |
| 26  | 19. März 2022     | Megève               | Frankreich | Dual Moguls |
| 27  | 4. Februar 2023   | Deer Valley          | USA        | Dual Moguls |
| 28  | 11. Februar 2023  | Chiesa in Valmalenco | Italien    | Dual Moguls |

### Juniorenweltmeisterschaften
- Chiesa in Valmalenco 2013: 3. Dual Moguls, 5. Moguls
- Chiesa in Valmalenco 2014: 3. Moguls, 4. Dual Moguls
- Chiesa in Valmalenco 2015: 1. Moguls, 1. Dual Moguls
- Åre 2016: 1. Moguls

### Weitere Erfolge
- 7 Podestplätze im Australian New Zealand Cup, davon 1 Sieg
- 5 Podestplätze im Europacup, davon 2 Siege